# Santol (Pflanze)
Sandoricum koetjape ist eine Pflanzenart aus der Gattung der Sandoricum in der Familie der Mahagonigewächse (Meliaceae). Das Obst wird Santol genannt und wird weit verbreitet in Südostasien und vielen andern tropischen Gebieten angebaut.

## Beschreibung

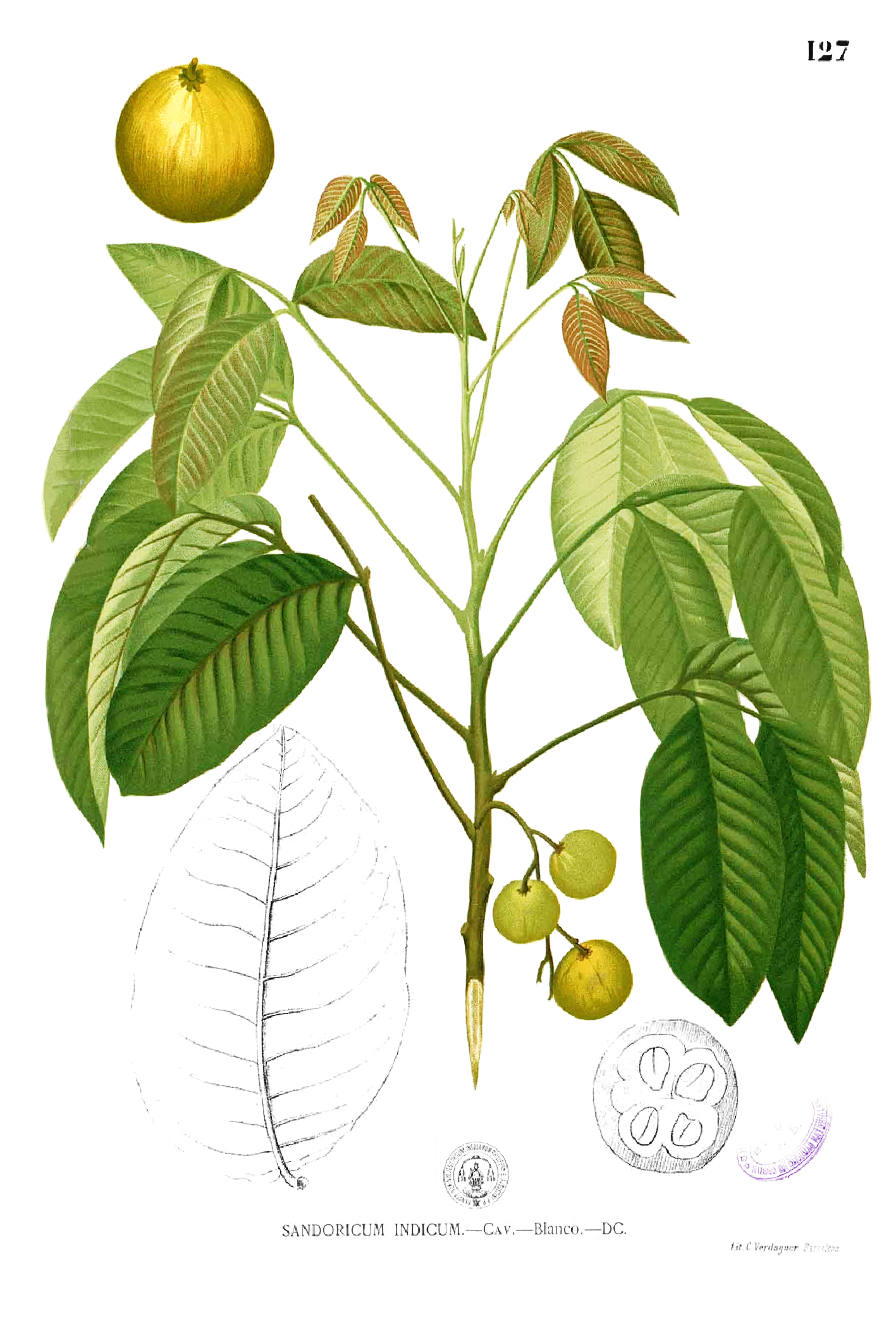
Illustration

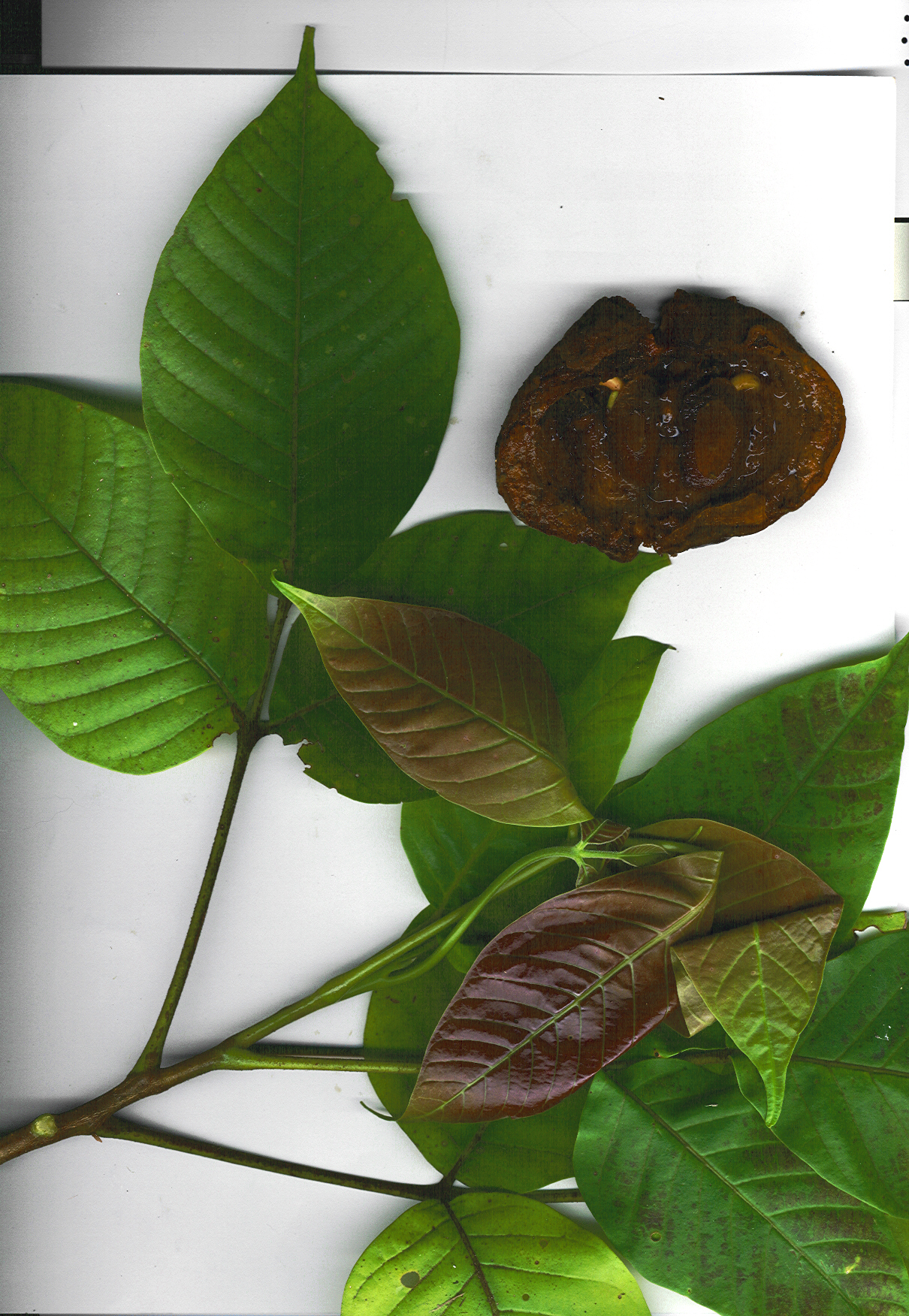
Zweig mit gestielten, aus drei Blättchen zusammengesetzten Laubblättern

### Erscheinungsbild und Laubblatt
Sandoricum koetjape ist ein schnell wachsender, meist immergrüner (in trockenen Regionen auch laubabwerfender), großer Baum, mit einer Wuchshöhe von 20 bis 45 Meter. Der gerade Stamm besitzt eine bräunliche, relative glatte Borke, die manchmal in rundlichen Flocken abblättert. Alte Exemplare besitzen Brettwurzeln oder sind an der Stammbasis geriffelt. Der Baum führt einen Milchsaft.
Die wechselständig und spiralig an den Zweigen angeordneten Laubblätter sind langgestielt. Der Blattstiel ist bis zu 18 Zentimeter lang. Die dreizählige Blattspreite ist aus drei Blättchen zusammengesetzt. Die ganzrandigen, weichen und mehr oder weniger gestielten Blättchen sind bei einer Länge von 20 und 25 cm elliptisch bis länglich-eiförmig mit spitzer bis stumpfer oder herzförmiger Spreitenbasis und zugespitztem bis abgerundetem oberen Ende. Die Nervatur der Blättchen ist gefiedert und oberseits eingeprägt.

### Blütenstand und Blüte
An jungen Ästen befinden sich über achselständigen Blütenstandsschäften die 20 bis 30 cm langen, feinhaarigen und rispigen, thyrsigen Blütenstände. Die grünlichen, gelblichen oder rosafarben-gelben und zwittrigen, kurz gestielten, fünfzähligen Blüten mit doppelter Blütenhülle sind etwa 1 cm groß. Der kleine, leicht fünflappige und becherförmige Kelch ist etwas haarig. Es sind fünf, zurückgelegte, fleischige, außen schwach haarige und grüne, längliche und abgerundete Kronblätter vorhanden. Die Staubblätter sind zu einer leicht kegeligen und gelblichen, rippigen, sowie oben gezähnten Röhre verwachsen und die 8–10 Staubbeutel sitzen oben bei den Zähnen, innen an der Röhre. Der kleine, mehrkammerige Fruchtknoten ist oberständig mit einem keulenförmigen Griffel, mit einem großen und gelappten Narbenkopf, der etwa auf der Höhe der Staubbeutel endet. Der Fruchtknoten ist von einer kurzen, freien und gezähnten Diskusröhre umgeben. Bei den Blüten ist ein kleines Vor- und zwei Deckblätter vorhanden.

### Frucht und Samen
Die bei einem Durchmesser von 4 bis 7,5 cm rundlichen, etwas  abgeflachten, leicht ledrige Beeren (Panzerbeeren) (oder eine Steinfrucht) weisen oft Runzeln, Rippen auf. Die bei Reife gelblichen bis gold- oder orangefarbigen, manchmal rötlich bis bräunlich gesprenkelten Früchte besitzen eine dünne bis dicke Fruchtschale mit oft weichbehaarter Oberfläche, sie enthalten einen Milchsaft. In der Frucht befinden sich drei bis fünf Samen. Die Samen liegen in einer essbaren, weichen, etwas fibrösen und weißen, anhängenden Fruchtpulpe (inneres Mesokarp). Die weiß-transparente, saftige Fruchtpulpe besitzt ein süßes, aber sehr saures Aroma, das äußere, feste, weißliche bis orange Mesokarp ist aber auch essbar. Die braunen, elliptisch bis eiförmigen, bis zu 1,6–2 cm langen, etwas abgeflachten Samen sind unverdaulich und daher zum Verzehr nicht geeignet. Die Samenschale ist in Testa und Tegmen oder in eine Sarko- und Sklero-, Endotesta gegliedert. Die Früchte reifen auf der Malaiischen Halbinsel im Juni und Juli, in Florida im August und September, auf den Philippinen von Juli bis Oktober.
Die Chromosomenzahl beträgt 2n = 22.

## Verbreitung
Sandoricum koetjape ist wohl ursprünglich in Indochina, besonders in Kambodscha und südlichen Laos, sowie auf der Malaiischen Halbinsel beheimatet. Er wurde schon vor langer Zeit in viele Gebiete eingeführt und kommt heute weit verbreitet von Indien über die Andamanen, Molukken und Mauritius bis zu den Philippinen, Malaysia und Indonesien sowie in Neuguinea verwildert vor. Santol wird als Obst in Südostasien und vielen andern tropischen Gebieten weit verbreitet angebaut.

## Taxonomie
Die Erstveröffentlichung dieser Art erfolgte 1768 unter dem Namen (Basionym) Melia koetjape durch Nicolaas Laurens Burman in Flora Indica ... nec non Prodromus Florae Capensis, S. 101. Sie wurde 1912 unter dem Namen Sandoricum koetjape durch Elmer Drew Merrill in Philippine Journal of Science, Volume 7 (4), S. 237 in die Gattung Sandoricum gestellt. Weitere Synonyme für Sandoricum koetjape (Burm.f.) Merr. sind: Sandoricum indicum Cav., Sandoricum nervosum Blume.

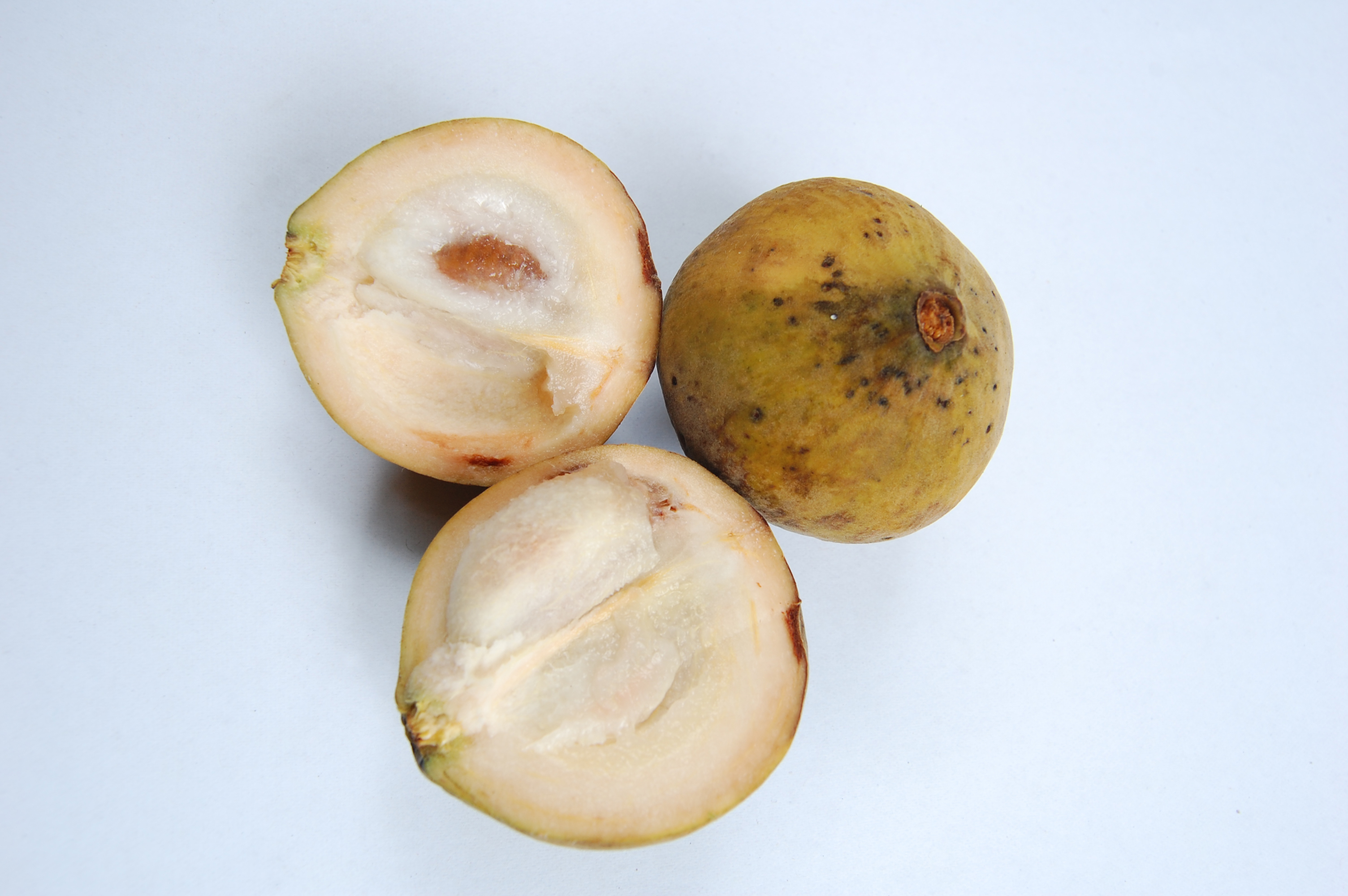
Santolfrüchte mit gelblicher Schale

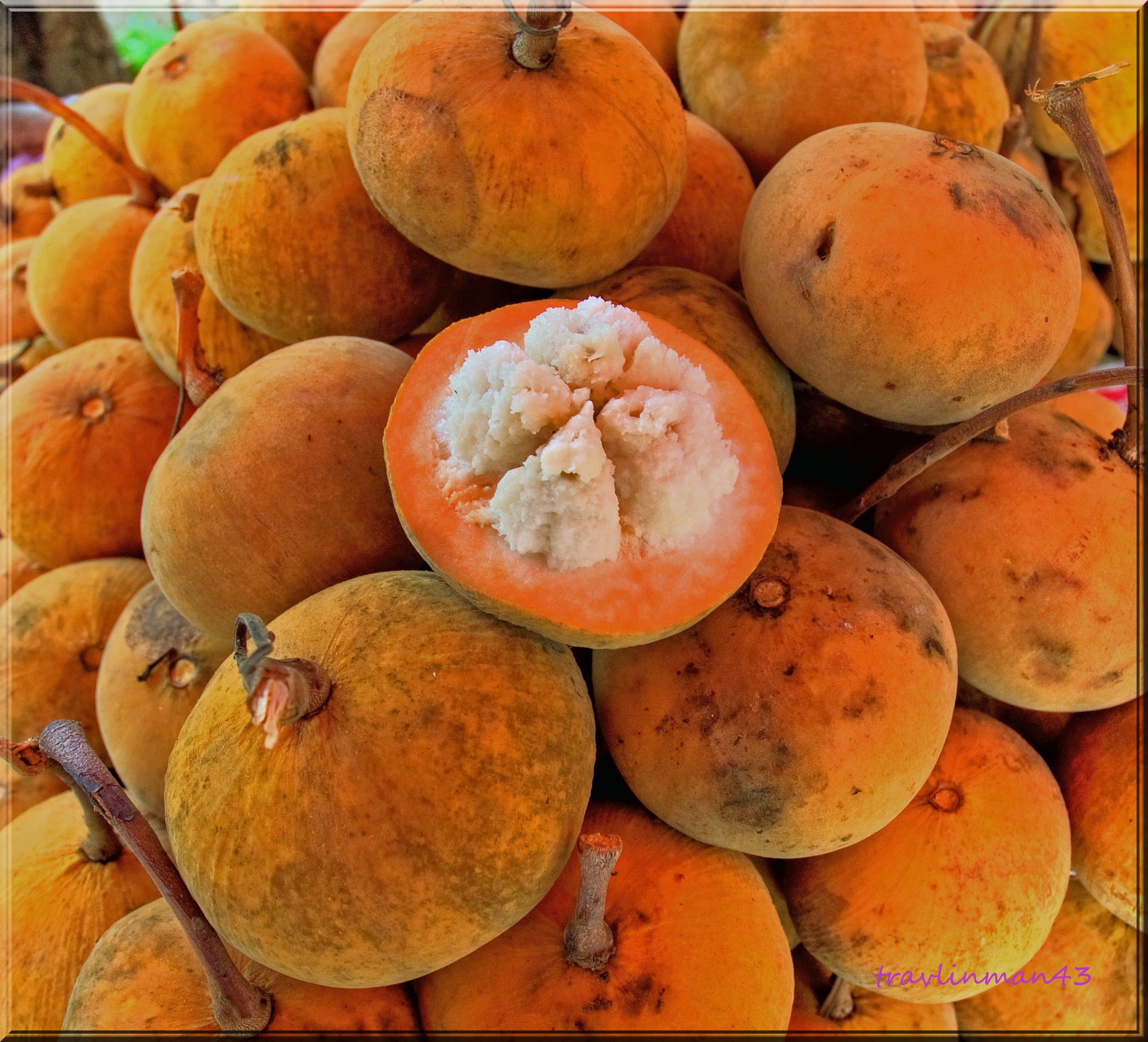
Santolfrüchte mit orangefarbener Schale, aufgeschnitten sieht man das innere, weißliche und das äußere, orange Mesokarp

## Verwendung
Die Früchte werden meist roh als Obst gegessen, man muss sie schälen. In Indien werden sie mit Gewürzen gegessen. Sie werden unter anderem in Marmeladen, Gelees, Sirup oder Chutney verarbeitet. Überreife Früchte werden mit Reis zur Zubereitung eines alkoholischen Getränks verwendet.
Zu medizinischen Zwecken werden zerstoßene Blätter gegen Juckreiz der Haut verwendet. In der Volksmedizin der Philippinen werden frische Blätter bei Fieber auf den erhitzen Körper gelegt, um ihn besser zum Schwitzen zu bringen.
Das zunächst graue, nach dem Trocknen rötlich-braune Holz ist relativ hart und lässt sich gut bearbeiten, so dass es vielseitig verwendet wird. Jedoch ist es oft von weniger guter Qualität, neigt zu Insektenbefall und schneller Verwitterung in feuchter Umgebung.